# La Sentinelle (Nord)
La Sentinelle ist eine französische Gemeinde mit 3140 Einwohnern (Stand: 1. Januar 2022) im Département Nord in der Region Hauts-de-France. Sie gehört zum Kommunalverband Porte du Hainaut, zum Arrondissement Valenciennes und ist Teil des Kantons Aulnoy-lez-Valenciennes. 

## Geografie
La Sentinelle liegt im Norden Frankreichs als banlieue unmittelbar westlich von Valenciennes. Umgeben wird La Sentinelle von den Nachbargemeinden Petite-Forêt im Norden, Valenciennes im Osten, Trith-Saint-Léger im Süden, Prouvy im Südwesten, Hérin im Westen sowie Aubry-du-Hainaut im Nordwesten.
Im Südosten der Gemeinde befindet sich das Autobahndreieck zwischen der Autoroute A2 und der Autoroute A23. 

## Geschichte
1875 wurde die Gemeinde aus Trith-Saint-Léger herausgelöst und eigenständig. Seit 1764 wurde hier Bergbau betrieben. 1818 öffnete die Mine Sentinelle, die dann auch Namensgeber der Gemeinde wurde.

### Bevölkerungsentwicklung
| Jahr | Einwohner |
| ---- | --------- |
| 1876 | 2658      |
| 1886 | 2890      |
| 1901 | 2676      |
| 1931 | 2785      |
| 1946 | 2816      |
| 1962 | 3586      |
| 1968 | 3288      |
| 1975 | 3680      |
| 1982 | 3729      |
| 1990 | 3588      |
| 1999 | 3360      |
| 2006 | 3232      |
| 2011 | 3322      |

## Sehenswürdigkeiten

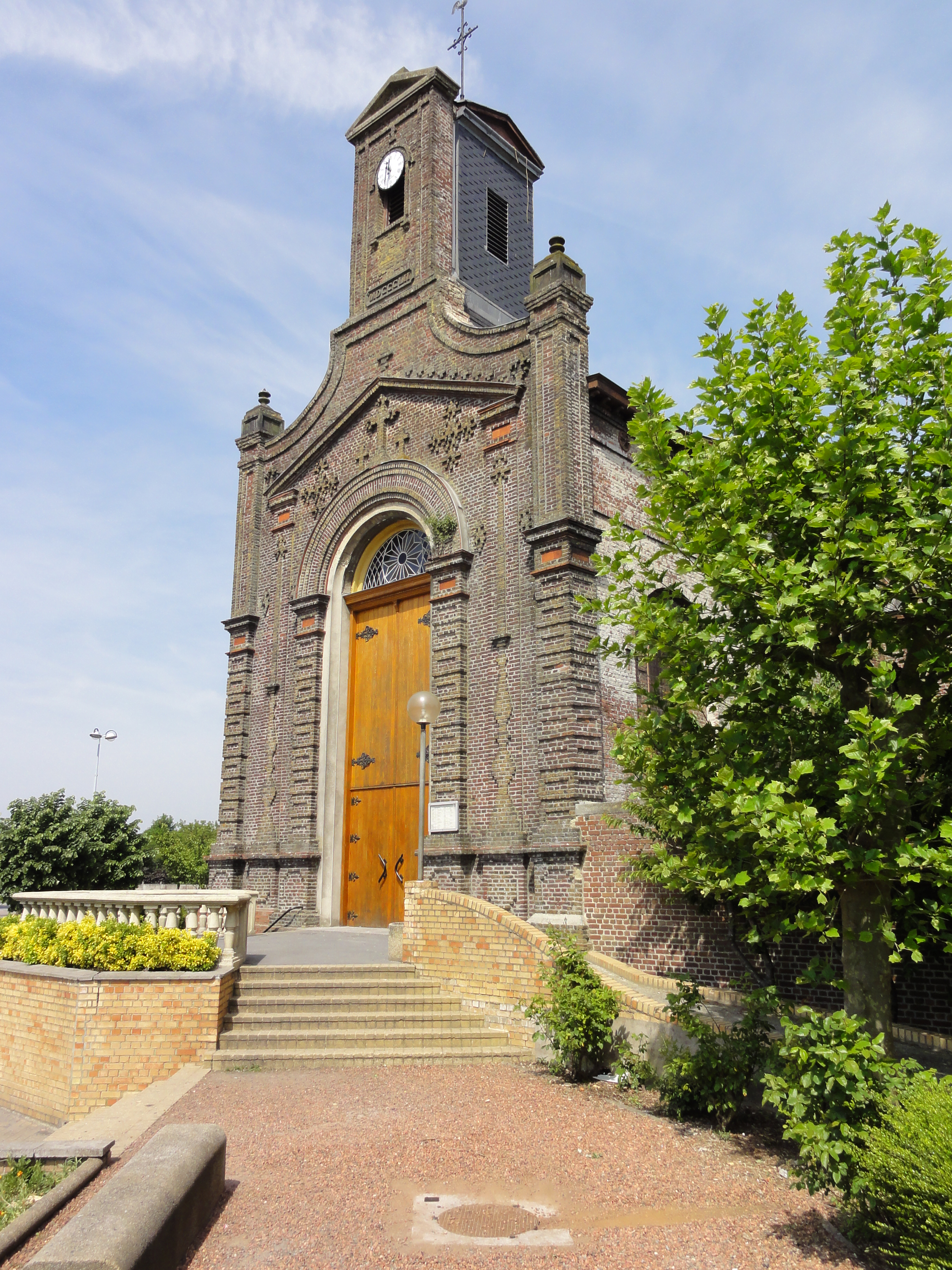
Kirche Sainte-Barbe auf dem Fundament oberhalb der früheren Zeche La Sentinelle

Siehe auch: Liste der Monuments historiques in La Sentinelle (Nord)
- Kirche Sainte-Barbe auf der Mine La Sentinelle, 1852 errichtet, 2006 restauriert
- Zechen Desmazières und Ernest, 1764 und 1826 angestochen